# EudraBMP
La EudraBPM es la base de datos de autorización de fabricación y de certificados de buenas prácticas de manufactura de la Comunidad Europea. El sistema EudraBPM se inició en abril de 2007, para ser usado por los reguladores europeos de medicamentos. El acceso al público en general, vía Internet, está habilitado desde el 2009.
EudraBPM forma parte de la estrategia telemática de la Unión Europea, concebida para cumplir con los objetivos estratégicos de la Comisión Europea, la Agencia Europea de Medicamentos y las autoridades competentes de los Estados miembros.
EudraBPM es parte de una gran base de datos llamada EudraGMDP que contiene información sobre:
- Autorizaciones de fabricación e importación.

- Certificados de buenas prácticas de manufactura (BPM).

- Declaraciones de incumplimientos de BPM.

- Planificación de inspección de BPM en terceros países.[2]

La base de datos pública le permite al público en general acceder a información relacionada con inspecciones en fabricación completadas por autoridades reguladoras de todos los países del Área Económica Europea (AEE). Antes de la promulgación de la base de datos EudraBPM, la información provenía de un número limitado de países europeos. Las autoridades reguladoras europeas actualizan la base de datos continuamente y esperan que se expanda extensamente en los próximos años a medida que más “certificados BPM son importados cada año”.
La base de datos sirve como una referencia rápida para comprobar las buenas prácticas de manufactura (BPM) de un fabricante potencial. Se puede buscar sobre la base de “nombre de la compañía, ubicación o número de certificado y encontrar detalles de los tipos de productos y actividades que la compañía lleva a cabo y la fecha de la inspección BPM más reciente”.